# 聖母教会 (ブルッヘ)
聖母教会（せいぼきょうかい）は、ベルギーのブルッヘ（仏：ブリュージュ）にある、ローマ・カトリック教会の教会（教区教会）。

## 名称について
ブルッヘを含む現在のベルギー北部（フランデレン地域）は、フラマン語（オランダ語系）圏である。しかしながら、歴史的にフランス語が公用語として用いられた経緯（言語戦争#ベルギー）から、「ノートルダム教会」が用いられることも多い。そのため、日本語文献でも「聖母教会」「ノートルダム教会」等の表記の揺れがある。
本項目では、フランダース政府観光局が日本語訳の「聖母教会」を採用していることから、以下「聖母教会」表記を原則として記述する。
各言語での表記は以下の通りで、いずれも「我らが貴婦人の教会」すなわち聖母マリアに献堂されたことを意味する。
- オランダ語
  - Onze-Lieve-Vrouwekerk
- フランス語
  - Église Notre-Dame
- ドイツ語
  - Liebfrauenkirche
- 英語
  - Church of Our Lady

## 概要
ブルッヘを代表する建築物で、非常に高い尖塔を特徴とする。

### ブルッヘの聖母子像
ミケランジェロ作の彫刻「ブルッヘの聖母子像」があることが特に有名である。ミケランジェロがピエタを完成させた後の作品で、1506年に商人のヤン・ムスクロンが購入して寄進した。カッラーラ産の大理石製で、黒大理石の壁龕の中に安置されている。

## 歴史
10世紀以前から存在し、12世紀初頭にロマネスク様式で建築されたが1116年に焼失した。「トゥルネー・ゴシック」様式で改築された。北側の尖塔は崩壊後に、第二次市壁と同じく西フランデレン産の煉瓦を用いて、1361年に完成した。
尖塔は122mの高さを誇り、アントウェルペンの聖母大聖堂（123m）に抜かれる1518年まで、フランデレン地域で最も高い建築物だった。1519年に落雷により損傷した後、1534年に再建され、現在の尖塔は1634年に修復されたものである。
1425年、裕福な貴族：フルートフース家が教会に隣接する形で個人邸宅を建て、1472年にはロードウェイク・ファン・フルートフースが、教会の許可を得て教会北側に私有礼拝室を設け、邸宅から直接移動できるようになっていた。
教会上部のパイプオルガンは、1720年代に製作されたものである。

## ギャラリー

### 外観

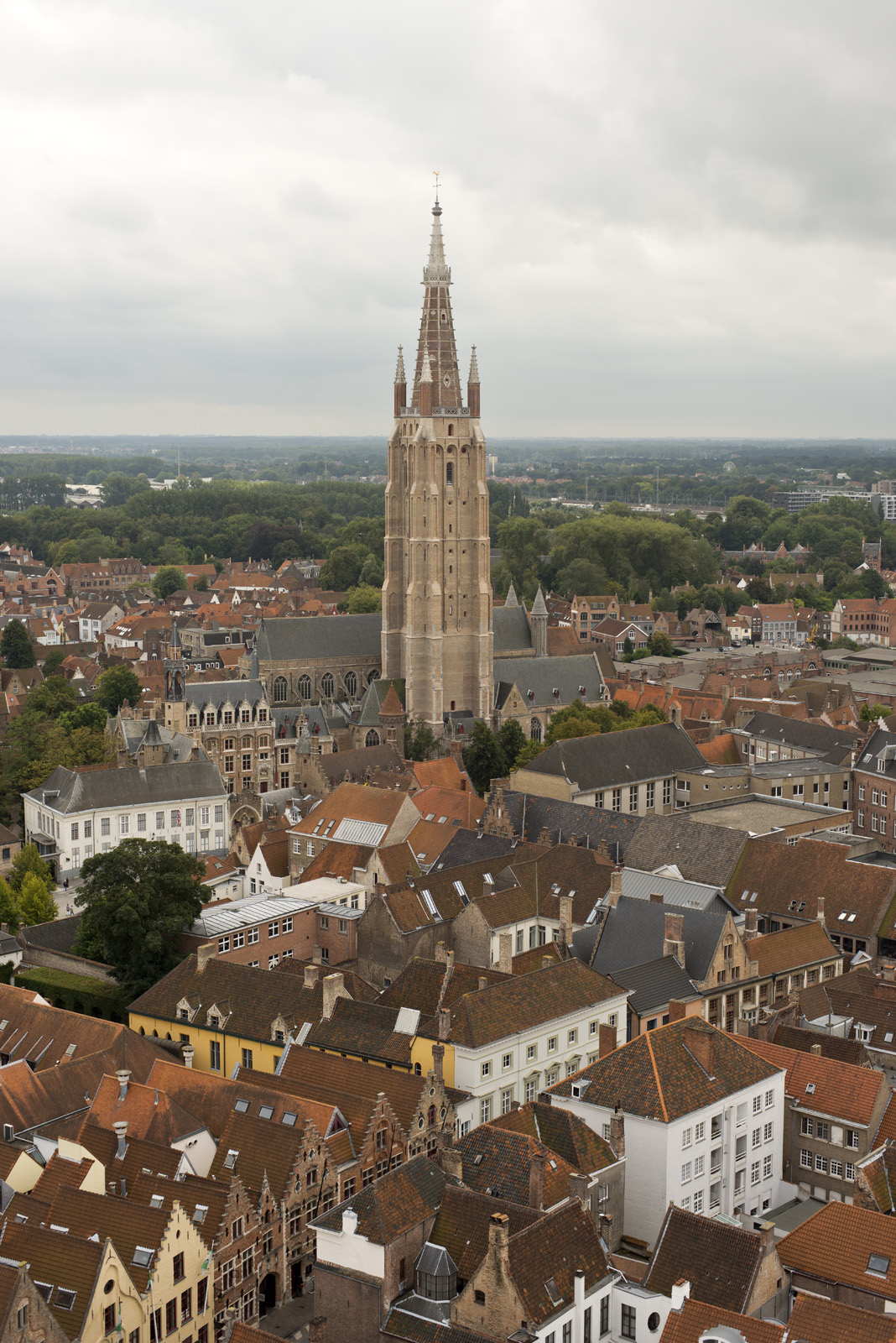
ブルッヘの鐘楼から見た聖母教会
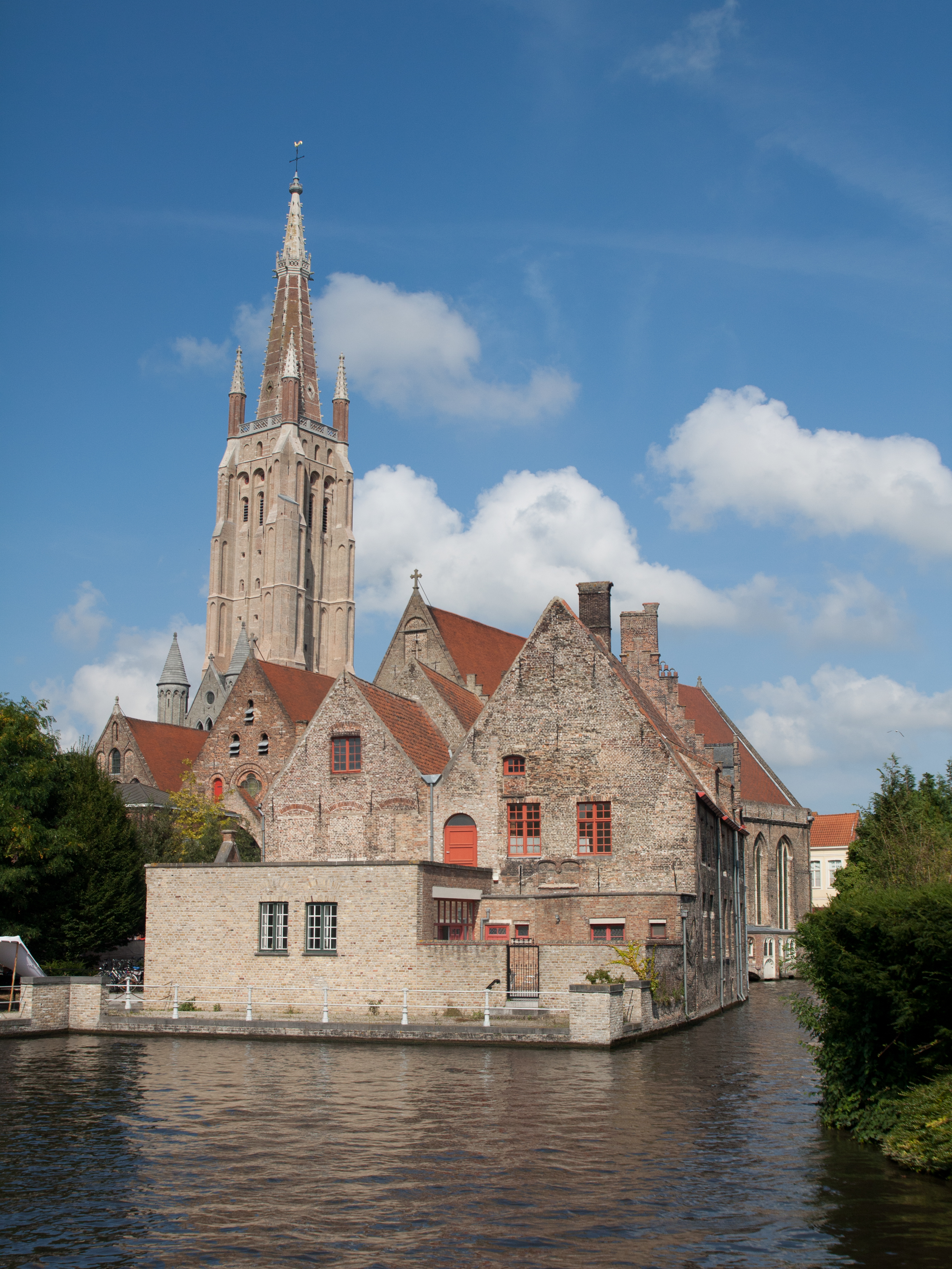
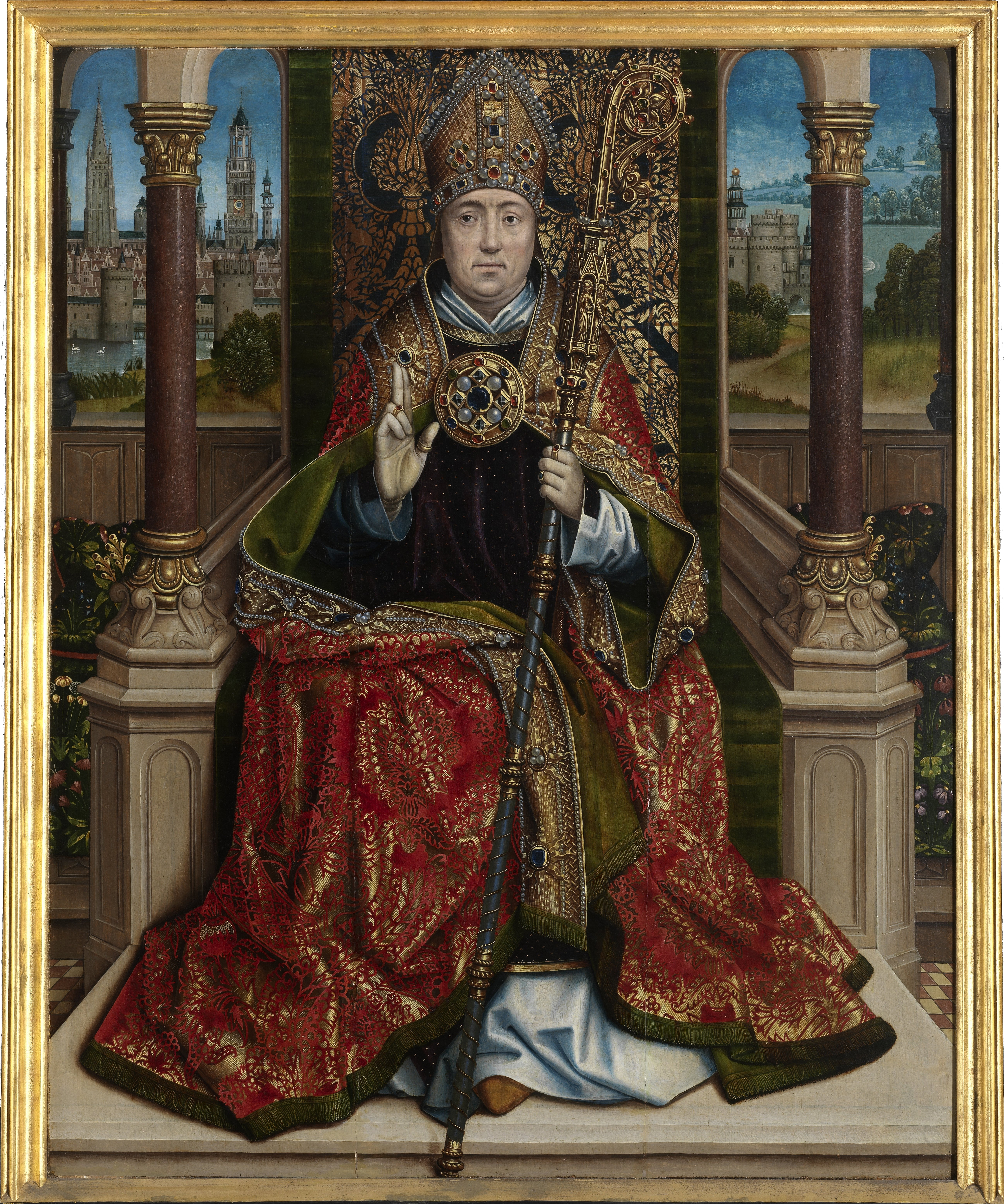
15世紀末画『聖ルシア伝説のメーステル』 左奥に、聖母教会と鐘楼が描かれている。

### 内部

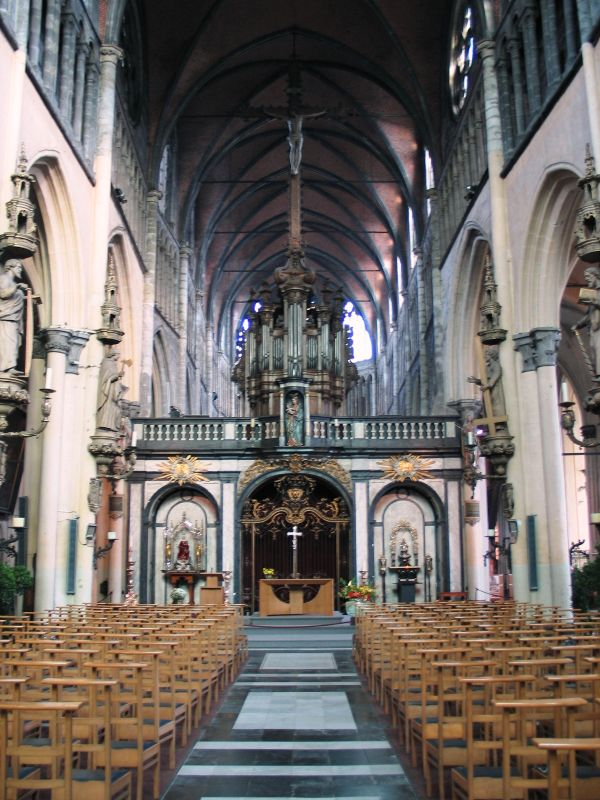
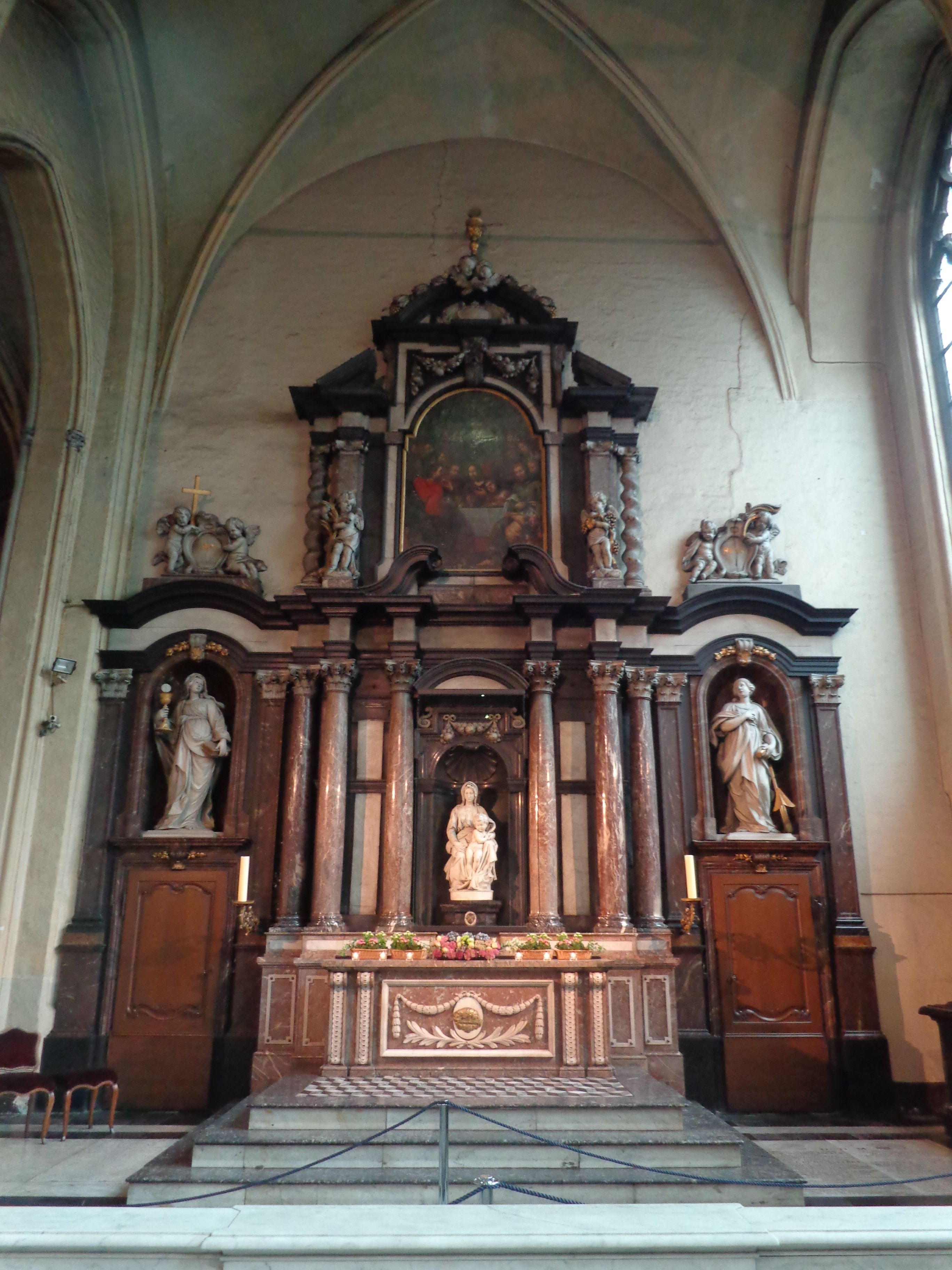
南側翼廊（中央が聖母子像）
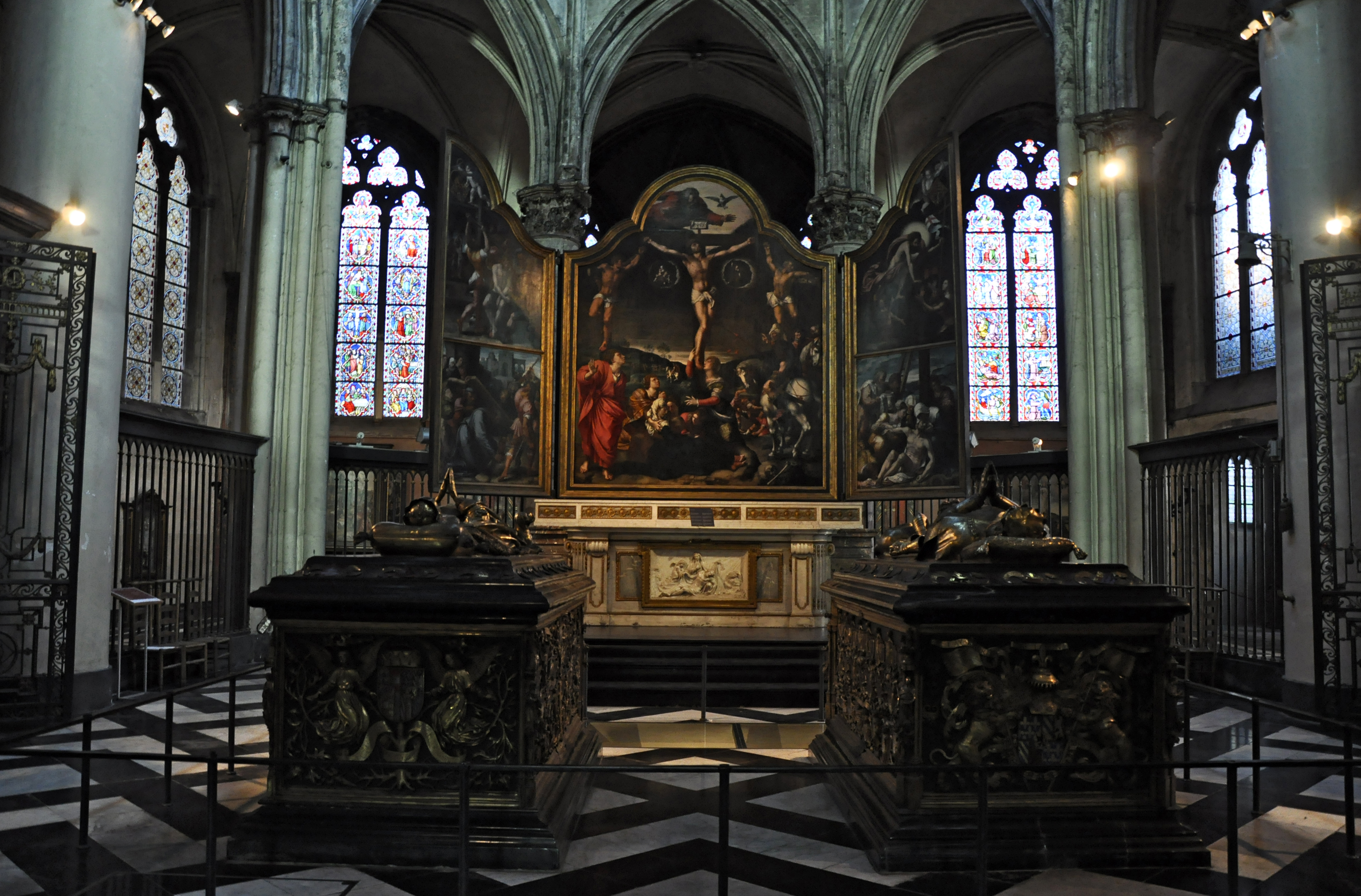
シャルル突進公とマリー女公の霊廟
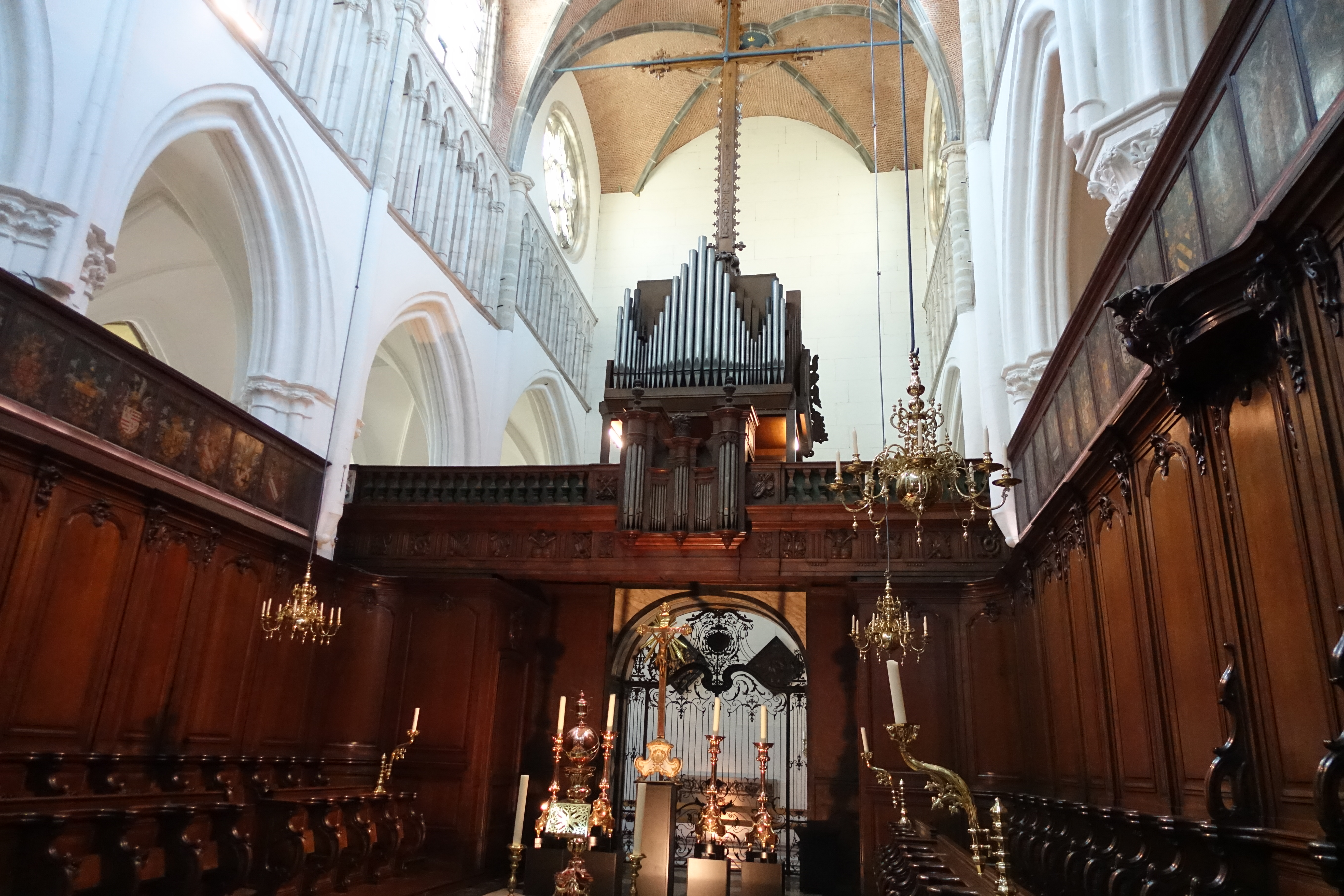
1468年当時の金羊毛騎士団員全員の紋章（壁側上部）

### 美術品

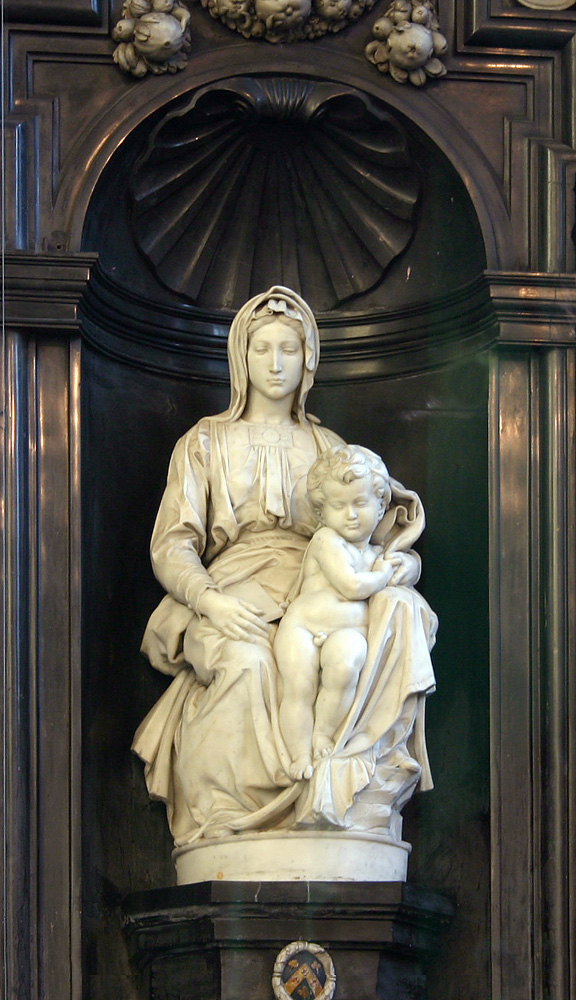
ミケランジェロ「ブルッヘの聖母子像（英語版）」
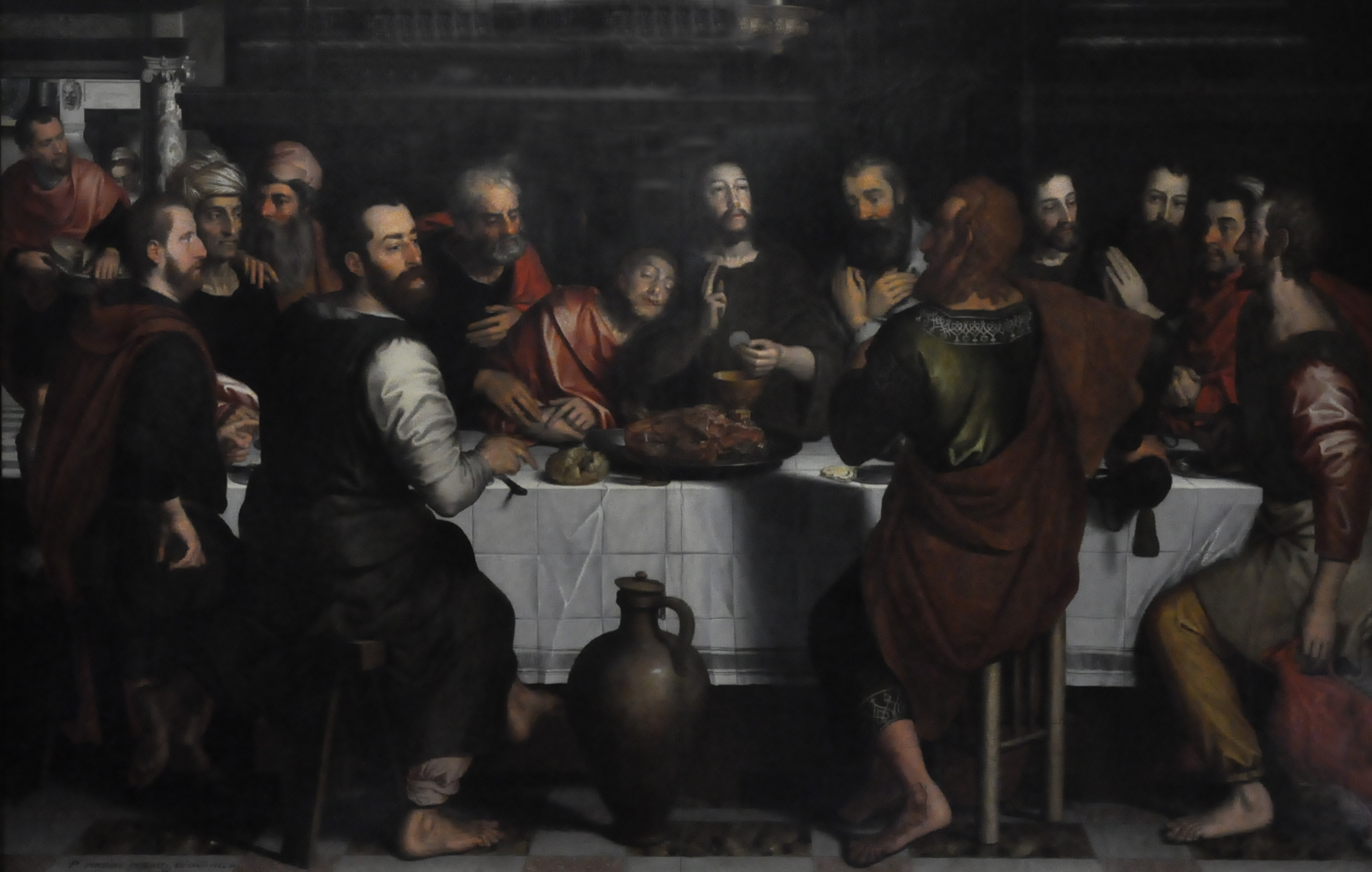
ピーテル・プルビュス「最後の晩餐」
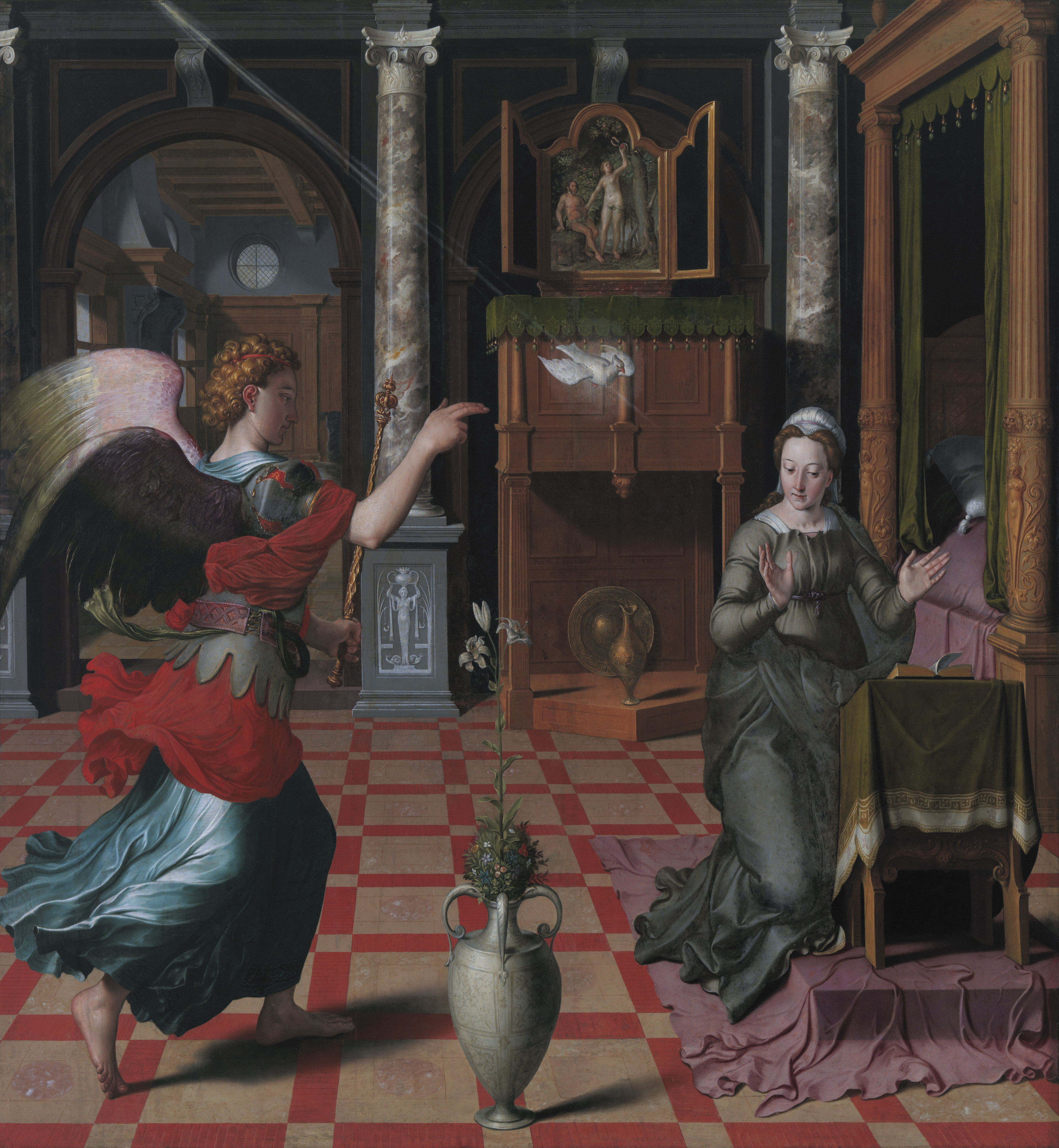
ピーテル・プルビュス「受胎告知」
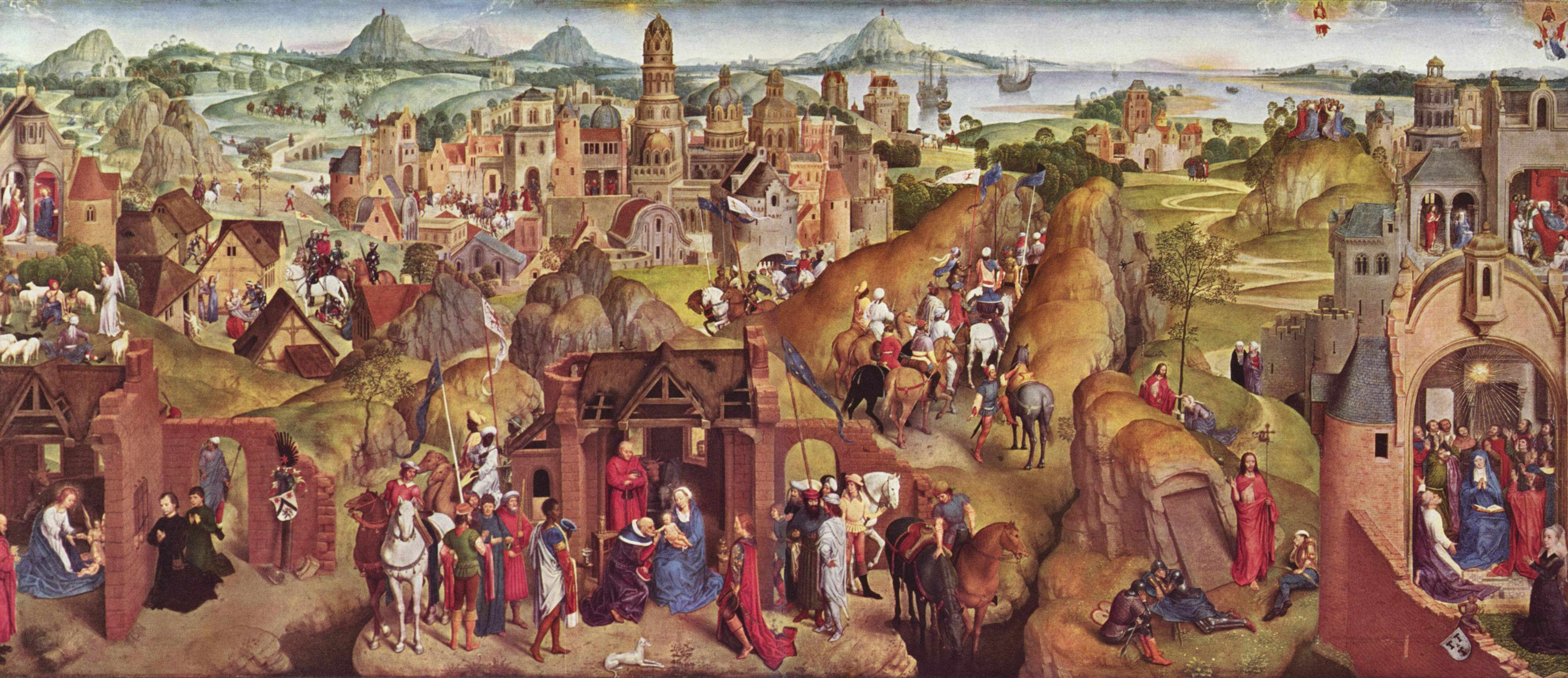
ハンス・メムリンク「キリストの降臨と勝利」(「マリアの七つの喜び」)